# Místecký lenní statek
Místecký lenní statek byl lenní statek olomouckého biskupství existující v letech 1277 až 1584. V letech 1402 až 1584 byl pak součástí frýdeckého panství Těšínského knížectví, kvůli čemuž se vedly spory o příslušnost statku k Moravě či ke Slezsku.

## Biskupským lénem
Místecký lenní statek byl poprvé udělen lénem dne 4. září 1277 olomouckým biskupem Brunem ze Schauenburku Dětřichovi Stangovi. K roku 1395 je Místek přičleněn k hukvaldskému obvodu. Roku 1400 ho získává rod pánů z Kravař. Bratři Lacek a Vok z Kravař ho ale již dne 10. ledna 1402 prodali za 400 hřiven pražských grošů moravského počtu těšínským knížatům Přemyslovi I. a Boleslavovi I.

## Součástí frýdeckého panství
Místecko bylo následně vtěleno do frýdeckého panství, jehož součástí bylo až skoro do svého zániku. Jelikož Frýdek již patřil ke Slezsku, po celou existenci tohoto spojení existovaly spory mezi olomouckými biskupy a těšínskými knížaty a statusu tohoto území. Těšínská knížata projevovala tendence začlenit Místecko do Slezska a tak již nadále neskládat lenní sliby olomouckým biskupům, ti se naopak snažili udržet si Místecko jako své moravské léno. Spor se na čas uklidnil za knížete Kazimíra II., který v letech 1512 a 1522 potvrdil moravský charakter Místecka, avšak vymínil si, že po tři generace budou těšínská knížata držet statek jako svobodný (alodní) a nikoliv manský.
V roce 1545 získal frýdecké panství zástavně Jan z Pernštejna. Roku 1554 bylo vykoupeno za 12 000 uherských zlatých zpět, ale již o rok později kvůli nedostatku financí znovu zastaveno, tentokráte Jiříkovi Čelovi z Čechovic. Následujícího roku získal zástavní právo Burián Barský z Barště. Roku 1560 získal vládu nad Frýdeckem, Frýštátskem a Bílskem syn knížete Václava III. Adama Fridrich Kazimír. Přestože Frýdecko bylo i nadále v zástavě (od roku 1568 byl zástavním pánem Jan Piklar z Grodiska), požádal Václav III. Adam roku 1570 olomouckého biskupa Viléma Prusinovského z Víckova o to, aby jeho syn nemusel skládat lenní přísahu. V tomto požadavku byl podporován i českým králem Maxmiliánem II., od nutnosti přijetí tohoto kroku zachránila biskupa jen předčasná Fridrichova smrt v roce 1571.
Roku 1573 prodal kníže Václav III. Adam Frýdecko za 36 000 zlatých bratrům Jiřímu a Matyáši z Lohova. Ti nejprve museli za 19 000 zlatých vykoupit vdovu po Janu Piklarovi z Grodiska Barboru, aby se mohli na počátku roku 1574 ujmout svých statků jako menšího stavovského panství (status minor). Olomoucký biskup Jan XVII. Grodecký z Brodu s tímto nesouhlasil, jako protiopatření udělil dne 5. října 1573 Místecko jako léno svým čtyřem synovcům Ludvíkovi, Petrovi, Fridrichovi a Kryštofovi. Následný soudní spor zhatila biskupova smrt 1. ledna 1574. Druhý pokus o získání moci nad Místeckem učinil biskup Jan XVIII. Mezoun z Telče, který dne 2. dubna 1577 propůjčil Místecko Matyáši Žalkovskému, Filipu Boryňskému z Rostropic, Václavu Pavlovskému z Pavlovic a Jiříku Kamenohorskému. Následně však došlo k dohodě s Jiřím z Lohova - Jiří složil lenní slib olomouckému biskupovi. Dne 17. listopadu 1581 pak biskup Stanislav Pavlovský z Pavlovic odkoupil celé Frýdecko za 36 000 moravských zlatých. V srpnu 1584 odprodal Frýdecko bez Místecka Bartoloměji Bruntálskému z Vrbna za 28 000 zlatých a v září téhož roku pak Místecko začlenil do hukvaldského mensálního panství.